# Gvashigverdi
Gvashigverdi (en georgiano: ღვაშიგვერდი; en abjasio: Гвашигверди) es una aldea que pertenece a la parcialmente reconocida República de Abjasia, dentro del distrito de Gali, aunque de iure es parte del municipio de Gali de la República Autónoma de Abjasia de Georgia.

## Geografía
Gvashigverdi se encuentra en la orilla derecha del río Inguri, a 28 km de Gali. Las aldea se administra desde el pueblo de Saberio.  